# Varsány
Varsány je vas na Madžarskem, ki upravno spada pod podregijo Szécsényi Županije Nógrád.